# Wheatus
Wheatus är ett amerikanskt alternativt rockband från Northport, New York, bildat 1995. De är mest kända för sin hit "Teenage Dirtbag" som slog igenom våren 2001 och även finns med i filmen Loser liksom miniserien Generation Kill. Wheatus är öppna anhängare av det Demokratiska partiet. Gruppen har bland annat stöttat Barack Obama med radiosingeln "Change The World (Black Precedent)".

## Historia
Wheatus bildades av Brendan B. Brown 1995. Brown skrev ett par låtar och tog hjälp av sin bror Peter Brown på trummor, Rich Liegey på basgitarr och Phil A. Jimenez. Deras självbetitlade debutalbum Wheatus spelade de in själva i Browns hem, innan de skrev kontrakt med Columbia Records och släppte albumet i augusti 2000. Wheatus första och största hit var "Teenage Dirtbag" som hamnade på andra plats i Storbritannien och sjunde plats i USA. Deras andra singel "A Little Respect (en cover på Erasure) nådde högt på de brittiska listorna och var en topp-3-hit för bandet på den brittiska singellistan. Deras tredje singel blev "Leroy". "Wannabe Gangstar", som gjordes tillsammans med Bruce Dickinson från Iron Maiden, spelades in i den berömda Abbey Road Studio 2.
När bandet började arbeta med sitt andra album hade Liz Brown (syster till bröderna Brown) och Kathryn Froggat (tidigare bandets merchandiser) gått samman för körsång. Shannon Harris Relish (som hade stött Wheatus på sina tidigare turnéer) blev bandets keyboardist, på begäran av Brendan Brown.
På grund av oenighet med skivbolaget och missnöje med Brendan Browns vägran att läppsynka på Top of the Pops vägrade bolaget att släppa deras andra album, Hand Over Your Loved Ones, i USA. En brittisk realese skedde dock 2003. Albumet marknadsfördes dåligt och inga starka singlar kom. I USA blev albumet aldrig ens släppt av Sony. "American in Amsterdam" som släpptes som singel nådde endast 72:a plats i Storbritannien. 
I oktober 2004 blev Michael Bellar bandets keyboardist, då den tidigare keyboardisten Shannon Harris hade lämnat bandet tidigare samma år. 2005 lämnade bandet Columbia Records och bildade sitt eget skivbolag Montauk Mantis och återutgav sitt andra album under den nya titeln Suck Fony. På den nya versionen tillkom två nya låtar. Skivan var ursprungligen endast tillgänglig från bandets hemsida, förutom i Storbritannien och Irland. Bandet lyckades dock få ett distributionsavtal, trots att deras skivbolag var relativt okänt. I april 2007 var "Suck Fony tillgängligt på Itunes och eMusic.
Basisten Mike McCabe, som ersatt Rick Liegey 2000 lämnade bandet i början av 2005 för att fortsätta sin karriär med National Ballet of China. Kort efter det ersattes McCabe av Nicolas Dipierro. Senare samma år lämnade Michael Bellar sin plats i bandet och ersattes av Gerard Hoffmann. 2005 släppte Wheatus också sitt tredje album TooSoonMonsoon.
I januari 2006 lämnade Dipierro bandet. Han ersattes av en 19-årig rookie-basist, Matt Milligan. Den 2 maj 2006 lämnade trummisen Pete Brown bandet för att gifta sig, sluta som musiker och leva "ett normalt liv". Han ersattes av Kevin Garcia, vilket innebär att Brendan B. Brown är den enda kvarvarande originalmedlemmen. Den 9 maj 2006 lämnade Kathryn Froggatt bandet på grund av graviditet, och även för att koncentrera sig på kommande soloprojekt. Hon ersattes av Connie Renda.
I februari 2007 anslöt sig Wheatus till den brittiska delen av Get Happy Tour, tillsammans med Bowling For Soup och Army of Freshmen samt brittiska punkpopbandet Son of Dork. Den 19 september 2007 meddelade Liz Brown att hon lämnar bandet efter en show i New York. Wheatus började arbeta på ett nytt album den 11 oktober och gav ett löfte om en release i början av 2008 samt en turné i Storbritannien under våren 2008. Mellan oktober och november 2008 hade Brendan B. Brown, Kalrie Bruce och Johanna Crannitch en framgångsrik akustisk turné i Storbritannien.
Den första singeln från det nya albumet, "Real Girl", släpptes den 18 november 2008. Det nya albumet släpptes 2009.

## Medlemmar

### Nuvarande medlemmar
- Brendan B. Brown – sång, gitarr (1995–)
- Matthew Milligan – basgitarr, elektrisk kontrabas (2006–)
- Karlie Bruce – bakgrundssång (2008–2011, 2013–2014, 2017–)
- Gabrielle Aimée Sterbenz – bakgrundssång (2011–)
- Leo Freire – trummor (2015–)
- Joey Slater – bakgrundssång (2015–)
- Brandon Ticer – keyboard (2017–)

### Tidigare medlemmar
- Peter McCarrick Brown – trummor (1995–2006)
- Philip A. Jimenez – keyboard, percussion, banjo, m.m. (1995–2003)
- Rich Liegey – basgitarr (1995–2000)
- Mike Joseph McCabe – basgitarr (2000–2005)
- Shannon Patrick Harris – keyboard (2002–2004)
- Elizabeth Grace Brown – bakgrundssång (2002–2007, 2014)
- Kathryn Elizabeth Froggatt – bakgrundssång (2002–2006)
- Vanessa Jimenez – bakgrundssång (2003)
- Michael Bellar – keyboard (2004–2005)
- Gerard Charles Hoffmann – keyboard (2006–2011)
- Nicolas Dipierro – basgitarr (2005–2006)
- Kevin Joaquin Garcia – trummor (2006–2013)
- Melissa Heselton – sång (2006–2007)
- Constance Renda – sång (2006)
- Johanna Cranitch – sång (2007–2011)
- Georgia Haege – sång (2007–2008)
- Ken Flagg – keyboard(2011)
- Mark Palmer – keyboard (2011–2016)
- Dani Elliott – sång (2011)
- Delaney Gibson – sång (2011)
- Ben D Johnson – trummor (2012)
- William Tully – trummor (2013–2014)

### Turnerande medlemmar
- James Williams – trummor (2011)
- Madden Klass – trummor (2019)

## Diskografi
- 2000 – Wheatus
- 2003 – Hand Over Your Loved Ones
- 2005 – Suck Fony
- 2005 – TooSoonMonsoon
- 2009 – Pop, Songs & Death

### Singlar
- 2000 – "Teenage Dirtbag"
- 2001 – "A Little Respect"
- 2002 – "Wannabe Gangstar/Leroy"
- 2003 – "American In Amsterdam"
- 2004 – "Lemonade"
- 2005 – "BMX Bandits"
- 2006 – "The London Sun"
- 2008 – "Something Good"
- 2008 – "Change The World (Black Precedent)"
- 2008 – "Real Girl"